# Castillo de Fiholm
El Castillo de Fiholm es una propiedad localizada a aproximadamente 20 km al oeste de Eskilstuna en el municipio de Eskilstuna, condado de Södermanland, Suecia. Es de propiedad privada.
La finca de Fiholm fue comisionada por el estadista sueco Axel Oxenstierna en 1640 según los planes del arquitecto francés Simon de Vallée. Los dos edificios en pie (alas) fueron diseñados en estilo Renacentista franco-holandés y fueron completados en 1642, representando algunos de los mejores ejemplos conservados de la bella arquitectura sueca de ese periodo. Las obras de construcción en Fiholm fueron supervisadas por el viejo Nikodemus Tessin, entonces de solo 25 años de edad, y la intención era que los dos edificios en pie fueran las alas de una magnífica casa señorial. Tristemente la casa señorial nunca fue realizada.
La cercana Iglesia de Jäder fue construida por Oxenstierna en el mismo tiempo, y puede verse por su grandiosidad lo que podría haber sido. Jäders kyrka permanece hasta hoy en día como la iglesia funeraria para la familia Oxenstierna.